# 시크 학살
시크 학살(Sikh Massacre) 또는 시크 집단살해(genocide of Sikhs)는 1984년 인디라 간디가 시크교도 경호원들에게 암살당하자 이에 대한 반응으로 주로 인도 국민회의 당원들로 이루어진 반시크 폭도들에 의해 자행된 시크교도들에 대한 일련의 포그롬 사태이다. 인도 정부의 공식 발표에 따르면 인도 전역에서 2,800 명이 죽었고 델리에서만 2,100 명이 죽었다. 다른 집계에서는 사망자 수가 8,000 명까지 늘기도 하며, 이에 따르면 델리에서의 사망자 수는 최소 3,000 명 이상이다. 인도의 중앙 수사기관인 중앙수사국은 이 폭동사태가 델리 경찰들 및 일부 정부 관료들의 개입에 의해 조직적으로 이루어졌다고 보고 있다. 훗날 모친의 후광으로 총리에 당선된 라지브 간디는 이 사건에 대한 질문에 “거목이 쓰러지면 땅이 흔들리기 마련”이라고 대답했다.

## 같이 보기
- 블루스타 작전
- 에어 인디아 182편 폭파 사건